# 海怡半島公共運輸交匯處
海怡半島公共運輸交匯處（英語：South Horizons Public Transport Interchange）位於鴨脷洲海怡半島第4期（御庭園）的地面，公共運輸交匯處的出口設於怡南路。公共運輸交匯處附設巴士總站及專線小巴總站，該巴士總站隨路線不斷增加而不敷應用，有些還不能進站，要用鴨脷洲邨巴士總站/街站。

## 歷史
- 1992年3月1日，因海怡半島第一期落成，中巴590線、中巴592線及中巴595線遷入海怡半島，而當時的巴士總站設於現海韻閣（第4座）站。
- 1995年2月17日，第4座的巴士總站遷至現怡南路的公共運輸交匯處。

## 中巴挽回聲望
中巴於1993年失去90線、92和96線及98線的經營權予城巴，城巴接辦後將大部分或所有班次提升為空調服務，因此開辦590線、592線、595線並提供全空調服務作競爭。本來中巴的營運策略開始見效，然而中巴於1995年失去592線的經營權予城巴，中巴因此而失去所有往返鴨脷洲與銅鑼灣的客源，加上當時鴨脷洲已成為城巴的橋頭堡，往後中巴服務水平更為低落。

## 2005年鴨脷洲巴士路線重組
於2005年的巴士路線重組，影響海怡半島的巴士路線：
- 城巴90線：改為海怡半島 → 香港仔隧道 → 中環 → 薄扶林 → 海怡半島
- 城巴90B線：改為海怡半島 → 薄扶林 → 中環 → 香港仔隧道 → 海怡半島

此計劃由於鴨脷洲邨居民和前市政局議員甘乃威反對而擱置。

## 總站路線資料（巴士）

### 城巴90B線
- 海怡半島 ↔ 金鐘（東）（經薄扶林道）

提供海怡半島、鴨脷洲、香港仔來往薄扶林道、中上環及金鐘的巴士服務，回程並途經上環及西營盤，於1994年12月19日起投入服務，是城巴首條服務薄扶林道的巴士路線。因城巴搶新巴91線的客源，最初總站設於美康閣（第19座）。

### 城巴99、99X線
99
- 海怡半島 ↔ 筲箕灣

於1994年11月28日投入服務，初因中巴搶城巴92線的客源，由海怡半島來往北角碼頭。1995年城巴接手後，改由海怡半島至西灣河碼頭，1997年4月14日改為海怡半島至筲箕灣，並繞經耀東邨。
99X
- 海怡半島 → 西灣河（太康街）

於2012年8月20日投入服務，為城巴99線的輔助路線，提供海怡半島單向往東區的巴士服務。

### 過海隧道巴士171、171P線
171
- 海怡半島 ↔ 荔枝角

提供海怡半島、鴨脷洲邨、利東及黃竹坑來往九龍區的巴士服務，於1994年6月6日投入服務，由九巴及城巴合營。於2007年12月30日，總站由長沙灣延長至荔枝角。每當171P線提供服務時，此線往荔枝角方向會暫停服務。
171P
- 海怡半島 → 荔枝角

171的特別班次，提供鴨脷洲(海怡半島、鴨脷洲邨)往西九龍區的巴士服務，中途不停利東、黃竹坑及灣仔堅拿道，袛於平日早上行走。

### 城巴592線
- 海怡半島 ↔ 銅鑼灣（摩頓台）

於1992年3月1日投入服務，初因中巴搶城巴96線的客源而經利東邨。於1995年交由城巴接手後，不再繞經利東邨。

### 城巴595線
- 海怡半島 ↺ 石排灣邨

提供來往海怡半島、鴨脷洲邨及香港仔的穿梭巴士服務，於1992年5月26日起配合海怡半島第1期入伙而投入服務。於1998年給予新巴接手。

### 城巴N90線
- 海怡半島 ↔ 中環（港澳碼頭）

提供來往灣仔、金鐘及中環的通宵巴士服務。

### 過海隧道巴士X970線
- 海怡半島 → 長沙灣（甘泉街）

## 總站路線資料（專線小巴）

### 香港島專線小巴63號線
- 海怡半島 ↔ 瑪麗醫院

唯一一條由海怡半島開出的小巴路線，由海怡半島開往瑪麗醫院。

## 特別總站路線資料（巴士）

### 通宵巴士590S線
- 海怡半島 ↔ 中環（交易廣場）

提供海怡半島、鴨脷洲邨及黃竹坑來往灣仔、金鐘及中環的節日通宵巴士服務，於2014年12月25日（聖誕節）凌晨起投入服務，2004年起改為祇在農曆年初一及聖誕節凌晨提供服務。

### 通宵巴士592S線
- 海怡半島 ↔ 銅鑼灣（摩頓台）

提供海怡半島及鴨脷洲邨來往銅鑼灣的節日巴士服務，於1996年2月19日（農曆年初一）凌晨起投入服務，於農曆年初一、中秋節翌日、聖誕節及元旦凌晨提供服務。

### 通宵巴士N595線
- 海怡半島 ↺ 香港仔

提供來往海怡半島、鴨脷洲邨及香港仔的節日巴士服務，於1997年12月25日（聖誕節）凌晨起投入服務，於特別節日中秋節翌日、聖誕節、元旦日及農曆年初一凌晨提供服務

## 舊有總站路線資料（巴士）

### 過海隧道巴士N171線
- 現為鴨脷洲邨 ↔ 荔枝角

## 未能編排入總站路線資料（巴士）

### 新巴91線（特別班次）
- 海怡半島（美康閣） → 中環碼頭（早上繁忙時間路線）

### 新巴93線（特別班次）
- 鴨脷洲邨 → 羅便臣道（早上繁忙時間路線，學校假期停開）

### 過海隧道巴士671線
- 鴨脷洲（利樂街） ↔ 鑽石山站

## 利用狀況
因為巴士總站離海怡半島居民集中的海怡（西）較遠，所以較少人使用。

## 圖片集
- 595線
- 590線
- 171線（九巴車輛）
- 171線（城巴車輛）
- 99線
- 592線
- 未能進站的95B線總站
- 重組不成的90線

## 車坑分佈
| 車坑分佈（以入口最左邊起計） | 車坑分佈（以入口最左邊起計） | 車坑分佈（以入口最左邊起計）      | 車坑分佈（以入口最左邊起計） |
| 車坑編號                     | 車坑數目                     | 路線                              |                              |
| ---------------------------- | ---------------------------- | --------------------------------- | ---------------------------- |
| 1                            | 雙坑                         | 城巴595線 過海隧道巴士X970線      |                              |
| 2                            | 單坑                         | 城巴592線                         |                              |
| 3                            | 單坑                         | 城巴90B線                         |                              |
| 4                            | 單坑                         | 城巴99、99X線                     |                              |
| 5                            | 雙坑                         | 過海隧道巴士171、171P線 城巴N90線 |                              |
| 6                            | 單坑                         | 專線小巴63線                      |                              |